# Semiaphis cervariae
Semiaphis cervariae är en insektsart. Semiaphis cervariae ingår i släktet Semiaphis och familjen långrörsbladlöss. Inga underarter finns listade i Catalogue of Life.